# Lagardelle-sur-Lèze
Lagardelle-sur-Lèze este o comună în departamentul Haute-Garonne din sudul Franței. În 2009 avea o populație de 2.444 de locuitori.

## Evoluția populației
| An        | 1975 | 1982  | 1990  | 1999  | 2006  | 2009  |
| --------- | ---- | ----- | ----- | ----- | ----- | ----- |
| Populație | 914  | 1.139 | 1.823 | 2.181 | 2.433 | 2.444 |